# Dawuan Kaler
Dawuan Kaler is een bestuurslaag in het regentschap Subang van de provincie West-Java, Indonesië. Dawuan Kaler telt 4090 inwoners (volkstelling 2010).